# Biplab Kumar Deb

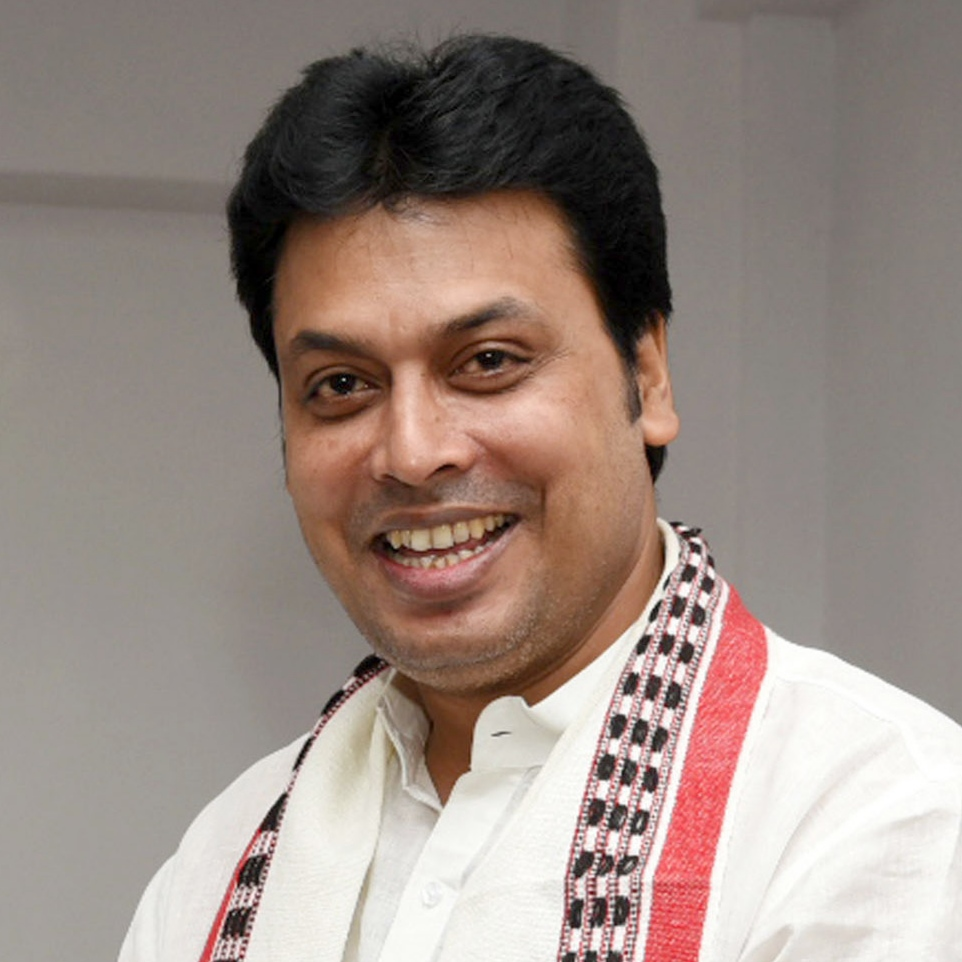
Biplab Kumar Deb (2018)

Biplab Kumar Deb (bengalisch বিপ্লব কুমার দেব, *25. November 1969 im Dorf Rajdhar Nagar, Distrikt Gomati, Tripura) ist ein indischer Politiker. Vom 9. März 2018 bis 14. Mai 2022 war er Chief Minister des indischen Bundesstaats Tripura. Er war der erste Chief Minister in Tripura, der aus den Reihen der Bharatiya Janata Party (BJP) kam.

## Biografie
Biplab Kumar Deb entstammt einer Familie der ländlichen Mittelklasse. Seine Eltern Hirudhan Deb und Mina Rani Deb waren bengalische Hindus, die während des Bangladesch-Krieges 1971 aus dem damaligen Ostpakistan nach Indien flohen und sich dort dauerhaft niederließen. Kurz nach der Flucht wurde Biplab Kumar geboren und wuchs im heutigen Distrikt Gomati auf. Bereits sein Vater engagierte sich als örtlicher Parteiführer der Jan Sangh, der Vorläuferpartei der heutigen Bharatiya Janata Party (BJP). 1999 erlangte der Sohn den Abschluss vom Udaipur College und verließ danach Tripura in Richtung Delhi, um sich in den Dienst der hindunationalistischen Kaderorganisation Rashtriya Swayamsevak Sangh (RSS) zu stellen. Im Jahr 2015 kehrte er wieder nach Tripura zurück und wurde am 6. Januar 2016 Präsident der lokalen BJP-Organisation in Tripura.

### Parlamentswahl in Tripura 2018 und Amtszeit als Chief Minister

Wahlkreisergebnis in Tripura 2018

Im Wahlkampf vor der Wahl zum Parlament von Tripura am 18. Februar 2018 standen sich vor allem zwei Blöcke gegenüber. Zum einen die bisher regierende Linksfront unter Führung der Kommunistischen Partei (Marxisten) CPI(M) mit dem amtierenden Chief Minister Manik Sarkar und zum anderen die BJP, die sich mit der Indigenous People’s Front of Tripura (IPFT), einer Interessenpartei der nicht-bengalischen Stammesbevölkerung Tripuras verbündet hatte. Andere Parteien, insbesondere die Kongresspartei, spielten demgegenüber kaum eine Rolle. Die Wahl endete mit einem überzeugenden Sieg der BJP-IPFT-Allianz, die die absolute Mehrheit der Mandate gewann. Damit wurde die 25 Jahre ununterbrochen andauernde Kette kommunistisch geführter Regierungen in Tripura beendet. Die BJP hatte in der Wahl ihren Mandatsanteil von bisher 0 % auf knapp 60 % gesteigert. Danach bestand noch einige Tage Unsicherheit, wer der künftige Chief Minister werden würde, da sich die BJP im Vorfeld der Wahl nicht auf einen klaren Kandidaten festgelegt hatte. Letztlich entschied sich die BJP-Führung für Biplab Kumar Deb. Am 9. März 2018 wurde Biplab Kumar Deb als neuer Chief Minister von Tripura vereidigt. Er war der erste Chief Minister Tripuras aus den Reihen der BJP.
Kommentatoren der BJP bemerkten ironisch, dass ein Wahlkampfgesang der Kommunisten Biplab aashbei..., („Die Revolution wird kommen ...“, bengalisch বিপ্লব biplab = ‚Revolution‘) sich tatsächlich erfüllt habe – Biplab sei gekommen und der Bundesstaat safranfarben (die Parteifarbe der BJP) eingefärbt worden.

### Rücktritt
Am 14. Mai 2022 erklärte Deb nach einem Gespräch mit dem Gouverneur Shyam Narayan Arya seinen sofortigen Rücktritt vom Amt des Chief Ministers. Dem vorausgegangen war eine Unterredung Debs mit Innenminister Amit Shah und dem BJP-Parteivorsitzenden Jagat Prakash Nadda am 12. Mai 2022 in Delhi. Die Inhalte der Unterredungen wurden in der Öffentlichkeit nicht bekannt und auch Deb gab dazu keine genaue Erklärung ab. Die Parteiführung wolle, dass er sich zukünftig um die „Stärkung der Parteiorganisation“ kümmern solle. In der indischen Presse wurde über mögliche Flügelkämpfe in der BJP in Tripura spekuliert. Auch wurde darauf hingewiesen, dass sich Deb in eine ganze Serie von Rücktritten von BJP-Chief Ministern einreihte: Vijay Rupani (Chief Minister von Gujarat, zurückgetreten am 11. September 2021), B. S. Yeddyurappa (Chief Minister von Karnataka, zurückgetreten am 26. Juli 2021), Trivendra Singh Rawat (Chief Minister von Uttarakhand, zurückgetreten am 9. März 2021), Tirath Singh Rawat  (Chief Minister von Uttarakhand, zurückgetreten am 2. Juni 2021). Auch dem Chief Minister von Assam Sarbananda Sonowal war nach der Parlamentswahl im Mai 2021 keine zweite Amtszeit ermöglicht worden, obwohl diese von den Mehrheitsverhältnissen her möglich gewesen wäre. Noch am Tag seines Rücktritts nominierte die BJP-Parteizentrale Manik Saha als Nachfolger auf dem Posten des Chef Ministers von Tripura.

### Mitglied der Rajya Sabha
Am 22. September 2022 wurde Deb als Kandidat der BJP in einer Nachwahl in die Rajya Sabha gewählt. Den Rajya-Sabha-Sitz hatte zuvor Manik Saha innegehabt.

## Kontroversen
Im April 2018 sorgte Biplab Kumar mit der Aussage Aufsehen, das Internet und Satellitentechnologie schon „vor hunderttausenden Jahren“ in Indien erfunden worden seien. Der Beweis dafür finde sich im Epos Mahabharata, das schilderte, wie der Wagenlenker Sanjaya dem blinden König Dhritarashtra aus der Ferne einen präzisen Bericht über die Schlacht zu Kurukshetra lieferte.
Bei einer Veranstaltung in Udaipur im Mai 2018 anlässlich des Geburtstages von Rabindranath Tagore löste der Chief Minister Erstaunen mit seiner Bemerkung aus, dass Tagore aus Protest gegen die britische Kolonialherrschaft die Annahme des Literatur-Nobelpreises verweigert habe (tatsächlich hatte Tagore aus Protest gegen das Massaker von Amritsar den von Georg V. 1915 verliehenen britischen Adelstitel zurückgegeben).
Bei einer Pressekonferenz in Agartala am 19. Juli 2020 äußerte Deb die Ansicht, dass jede Gemeinschaft in Indien durch bestimmte Merkmale ausgezeichnet sei. So seien Bengalen durch besondere Intelligenz gekennzeichnet, während andererseits Punjabis und Jats weniger intelligent seien, aber durch große Körperkraft auffielen. Nach empörten Reaktionen der so Charakterisierten entschuldigte sich Deb zwei Tage später öffentlich.